# Il promontorio della paura
Il promontorio della paura (Cape Fear) è un film del 1962 diretto da J. Lee Thompson ed interpretato da Gregory Peck e Robert Mitchum, basato sul romanzo The Executioners di John D. MacDonald.
Considerato un classico esempio di suspense nonché il film più riuscito del regista, grazie soprattutto alle efficaci musiche di Bernard Herrmann e all'inquietante presenza di Robert Mitchum.
Nel 1991, Martin Scorsese ha diretto il remake Cape Fear - Il promontorio della paura, con Robert De Niro e Nick Nolte.

## Trama
All'uscita da un'udienza l'avvocato Sam Bowden viene seguito fino all'auto e poi avvicinato da Max Cady, un ex-detenuto sadico e violento. Il criminale, uscito da pochi giorni di galera, aveva scontato otto anni a seguito di una condanna per essere stato arrestato mentre malmenava una giovane donna, riducendola in fin di vita.
L'avvocato, testimone chiave che permise la condanna di Cady, comprende sin dal primo momento che è stato il sentimento di vendetta a spingere lo squilibrato in città, e tenta di tutelare l'incolumità della moglie Peggy e della giovane figlia Nancy rivolgendosi all'amico Mark Dutton, ispettore di polizia. L'ispettore tenta in tutti i modi che la legge gli mette a disposizione di cogliere Cady in fallo per poterlo arrestare nuovamente e garantire protezione alla famiglia Bowden ma ogni tentativo sembra vano, anche se si capisce che la violenza dell'uomo nei confronti delle donne è tutt'altro che estinta quando picchia una ragazza che successivamente si rifiuta di sporgere denuncia terrorizzata dalle possibili conseguenze. Ormai la famiglia Bowden vive in un clima di continua apprensione, ma nonostante la sorveglianza accordata alla famiglia dall'ispettore Dutton ed i continui controlli della polizia su Cady, l'uomo riesce, in un crescendo di violenza, prima ad avvelenare il cane dell'avvocato, poi a braccarne la figlia all'uscita da scuola. L'avvocato Bowden, esasperato, decide di farsi giustizia da solo salvo poi essere portato a miti consigli dalla moglie e tentare di proporre un indennizzo in denaro al criminale per garantire sicurezza alla propria famiglia. Al rifiuto di Cady, Bowden decide di accettare il consiglio del detective privato Charles Sievers, assoldato per pedinare l'ex-galeotto, e paga alcuni scaricatori di porto con l'ordine di fare in modo che Cady non disturbi più la sua famiglia. Tuttavia l'uomo ha la meglio e telefona a casa di Bowden per metterlo al corrente dell'esito dello scontro e per fargli capire che commissionando il pestaggio ai suoi danni può reputare finita la carriera da avvocato, terrorizzando al contempo la moglie, sua prima interlocutrice telefonica.
Bowden comprende che la situazione diventa ogni giorno più critica e chiede aiuto all'ispettore Dutton per tendere una trappola a Cady; l'ispettore non può aiutarlo direttamente, ma lo fa affiancare da un vicesceriffo della contea. Con una propria finta partenza, Bowden fa credere a Cady di aver lasciato moglie e figlia sole in una casa galleggiante di loro proprietà ormeggiata su un fiume, tornando nottetempo per sorvegliare la zona insieme al vicesceriffo. Arrivato in zona, Cady non impiega troppo tempo ad accorgersi della presenza di una sorveglianza all'abitazione galleggiante e ad eliminare il vicesceriffo per poi levare gli ormeggi ed allontanarsi nella casa galleggiante in compagnia della signora Peggy. Bowden, trovato il corpo del vicesceriffo, insegue la casa galleggiante alla deriva sul fiume, salvo una volta arrivato a bordo essere informato dalla moglie che tutta la manovra era un diversivo per farlo allontanare dalla figlia Nancy, reale obiettivo dello squilibrato. L'avvocato corre in direzione del capanno dal quale la figlia stava cercando senza sosta di contattare lo sceriffo, ma viene bloccato da Cady con il quale ingaggia una lotta. In un attimo di lotta meno concitata l'avvocato ritrova sua figlia, impaurita nell'erba alta ma incolume, e le intima di scappare. Alla fine Bowden riesce a prendere una pistola ed a far fuoco contro Cady, il quale, ferito, gli intima di ucciderlo perché tanto non gli importa più di niente. L'avvocato, inizialmente sul punto di sparare un secondo colpo, si ferma, condannando così alla sopravvivenza il criminale ed alla pena che il tribunale gli comminerà a seguito del processo che di certo lo aspetta.

## Produzione
Peck, che era anche produttore, era stato originariamente scritturato per il ruolo di Max Cady, il cattivo. Invece, dal momento che molto spesso gli era capitato in quel periodo di impersonare il cattivo, rifiutò la parte. Disse che il pubblico non lo avrebbe accettato ancora una volta nel ruolo del cattivo, così prese quello dell'eroe. Questa scelta fu negativa dal punto di vista visivo, poiché Gregory Peck - che nella realtà è più muscoloso di Mitchum, il nemico cattivo - appariva più pauroso nonostante avesse il ruolo dell'eroe. Mitchum disse più in là che, nella scena del combattimento finale, Peck gli diede - per errore - un pugno. Mitchum avvertì dolore nei giorni seguenti, tanto forte era stato il pugno.
Barrie Chase, che interpreta la prostituta picchiata da Cady, era una personalità televisiva negli anni cinquanta, ed aveva anche ballato con Fred Astaire.